# Stisseria stygia
Stisseria stygia là một loài thực vật có hoa trong họ La bố ma. Loài này được (Schult.) Kuntze miêu tả khoa học đầu tiên năm 1891.